# Vシネクスト
Vシネクスト（ブイシネクスト）とは、東映VシネマがVシネマ作品の劇場公開と早期発売を目的として、2018年制作の『宇宙戦隊キュウレンジャーVSスペース・スクワッド』を皮切りとして立ち上げた東映Vシネマ内の新レーベルである。

## 概要
本レーベルが立ち上がる以前にも、劇場公開を目的として作られたVシネマ『スペース・スクワッド ギャバンVSデカレンジャー』（2017年6月17日劇場公開）や『仮面ライダーエグゼイド』のVシネマ3作品『仮面ライダーエグゼイド トリロジー アナザー・エンディング』（第1弾『仮面ライダーブレイブ&仮面ライダースナイプ』は2018年2月3日、第2弾『仮面ライダーパラドクスwith仮面ライダーポッピー』は2018年2月17日、第3弾『仮面ライダーゲンムVS仮面ライダーレーザー』は2018年3月3日より、それぞれ2週間の期間限定上映を実施）といった、Vシネマ作品として制作されつつ、劇場公開も行うというスタイルの作品が増えていった中で、本レーベルが立ち上げられた。

## 作品一覧
- 宇宙戦隊キュウレンジャーVSスペース・スクワッド（2018年6月30日劇場公開 / 2018年8月8日DVD・Blu-ray発売）
- ビルド NEW WORLD 仮面ライダークローズ（2019年1月25日劇場公開 /  2019年4月24日DVD・Blu-ray発売）
- ルパンレンジャーVSパトレンジャーVSキュウレンジャー（2019年5月3日劇場公開 /  2019年8月21日DVD・Blu-ray発売）
- ビルド NEW WORLD 仮面ライダーグリス（2019年9月6日劇場公開 /  2019年11月27日DVD・Blu-ray発売）
- 仮面ライダージオウ NEXT TIME ゲイツ、マジェスティ（2020年2月28日劇場公開 /  2020年4月22日DVD・Blu-ray発売）
- ゼロワン Others 仮面ライダー滅亡迅雷（2021年3月26日劇場公開 /  2021年7月14日DVD・Blu-ray発売）
- 魔進戦隊キラメイジャーVSリュウソウジャー (2021年4月29日劇場公開 /  2021年8月4日DVD・Blu-ray発売）
- ゼロワン Others 仮面ライダーバルカン＆バルキリー（2021年8月27日劇場公開 /  2021年11月10日DVD・Blu-ray発売）
- テン・ゴーカイジャー（2021年11月12日劇場公開 / 2022年3月9日DVD・Blu-ray発売）
- 仮面ライダーセイバー 深罪の三重奏（2022年1月28日劇場公開 / 2022年5月11日DVD・Blu-ray発売）
- 仮面ライダーオーズ 10th 復活のコアメダル（2022年3月12日劇場公開 / 2022年8月24日DVD・Blu-ray発売）
- 機界戦隊ゼンカイジャーVSキラメイジャーVSセンパイジャー（2022年4月29日劇場公開 / 2022年9月28日DVD・Blu-ray発売）
- リバイスForward 仮面ライダーライブ&エビル&デモンズ（2023年2月10日劇場公開 / 2023年5月10日DVD・Blu-ray発売）
- 暴太郎戦隊ドンブラザーズVSゼンカイジャー（2023年5月3日劇場公開 / 2023年9月27日DVD・Blu-ray発売）
- 忍風戦隊ハリケンジャーでござる! シュシュッと20th Anniversary（2023年6月16日劇場公開 / 2023年10月25日DVD・Blu-ray発売）
- 爆竜戦隊アバレンジャー 20th 許されざるアバレ（2023年9月1日劇場公開 / 2024年3月27日DVD・Blu-ray発売）
- 仮面ライダー555 20th パラダイス・リゲインド（2024年2月2日劇場公開 / 2024年5月29日DVD・Blu-ray発売）
- 仮面ライダーギーツ ジャマト・アウェイキング（2024年3月8日劇場公開 / 2024年7月24日DVD・Blu-ray発売）
- 王様戦隊キングオージャーVSドンブラザーズ（2024年4月26日劇場公開 / 2024年10月9日DVD・Blu-ray発売）
- 王様戦隊キングオージャーVSキョウリュウジャー（2024年4月26日劇場公開 / 2024年10月9日DVD・Blu-ray発売）
- 特捜戦隊デカレンジャー 20th ファイヤーボール・ブースター（2024年6月7日劇場公開 / 2024年11月13日DVD・Blu-ray発売）
- 仮面ライダーガッチャード GRADUATIONS（2025年2月21日劇場公開 / 2025年6月11日DVD・Blu-ray発売）
  - ホッパー1のはるやすみ（同時上映作品）
- 爆上戦隊ブンブンジャーVSキングオージャー（2025年5月1日劇場公開 / 2025年10月29日DVD・Blu-ray発売）